# Kolka niemowlęca
Kolka niemowlęca – częsta dolegliwość niemowląt (zarówno karmionych naturalnie, jak i sztucznie) objawiającą się nadmiernym, napadowym, trudnym do ukojenia płaczem. Ustępuje ona zwykle samoistnie około 3 lub 4 miesiąca życia.

## Przyczyny i występowanie
Etiologia tego częstego zaburzenia nie jest znana. Tradycyjnie łączy się dolegliwości kolkowe z zaburzeniami przewodu pokarmowego (kolka jelitowa niemowląt), przyjmując jako przyczynę płaczu bóle brzucha. Teoria gastroenterologiczna podkreśla niedojrzałość bariery jelitowej; jako potencjalną przyczynę wskazuje także zaburzenia motoryki jelit oraz wydzielania hormonów jelitowych. Jedną z przyczyn kolki może być także refluks żołądkowo-przełykowy. Obecnie brane są pod uwagę także teorie: psychologiczna (na emocje i płacz dziecka ma wpływać napięcie emocjonalne u rodzica), alergologiczna (alergia i nietolerancja białek mleka krowiego, soi, składników pożywienia matki) i neurologiczna (niedojrzałość układu nerwowego).
Kolka jest jedną z najczęściej występujących dolegliwości niemowlęcych. Częstość jej występowania w badaniach prospektywnych oceniano na 3–28%, a w badaniach retrospektywnych na 8–40% populacji niemowląt.

## Objawy
Typowy napad kolki objawia się podkurczaniem nóżek, napinaniem brzucha i prężeniem ciała. Kolka przebiega często z poszerzeniem obwodu brzucha, ale zwiększona ilość gazów jelitowych nie jest przyczyną, ale następstwem, płaczu i związanej z nią aerofagii. Płacz pojawia się cyklicznie, przy czym nasila się wieczorem i w nocy (kolka wieczorna). Objawy kolki występują najczęściej między 2 a 16 tygodniem życia (kolka trzymiesięczna, 100 dni płaczu), przy czym szczyt osiągają około 6 tygodnia. 
Kolka nie jest przyczyną zaburzeń wzrostu i rozwoju dziecka. Zwykle samoistnie ustępuje w ciągu pierwszych czterech miesięcy życia.

## Diagnostyka
Kryteria zaproponowane przez Wessela opisuje reguła trzech: niemowlęta cierpiące na kolkę płaczą ponad 3 godziny dziennie, przez więcej niż 3 dni w tygodniu, przez co najmniej 3 tygodnie.
Według kryteriów rzymskich III muszą być jednocześnie spełnione trzy warunki (u niemowląt od urodzenia do ukończenia 4 miesiąca życia):
1. rozpoczynające się i kończące bez określonej przyczyny napady grymaszenia, rozdrażnienia lub płaczu
2. napady trwające co najmniej 3 godziny w ciągu doby, pojawiające się przez minimum 3 dni w tygodniu przez co najmniej jeden tydzień
3. rozwój dziecka i jego wzrastanie są prawidłowe.

Rozpoznanie kolki niemowlęcej stawia się po wykluczeniu innych powodów płaczu (między innymi zapalenie ucha środkowego, zapalenie opon mózgowo-rdzeniowych, zakażenie układu moczowego, wgłobienie, zaparcie).

## Leczenie
Nie opracowano jednolitego schematu leczenia. Wyniki metaanalizy wskazują na skuteczność ograniczenia narażenia dziecka na bodźce zewnętrzne i żywienia przez tydzień hydrolizatem białek o znacznym stopniu hydrolizy, zamiast mieszanek mlecznych. W Polsce przy uciążliwych dolegliwościach stosowana jest trimebutyna i leki uspokajające (hydroksyzyna, neospazmina).
Mimo że kolka niemowlęca ustępuje samoistnie, jest ona źródłem silnego niepokoju i stresu dla rodziców, którzy stosują różne sposoby łagodzenia jej objawów. Jak wynika z ankietowych odpowiedzi rodziców niemowląt, skuteczne jest stosowanie kilku metod, w tym:
- noszenie dziecka na rękach, bujanie, przytulanie
- farmaceutyki na bazie symetykonu
- emisja dźwięków analogicznych do białego szumu
- wentylowanie końcowego odcinka układu pokarmowego za pomocą specjalnego kateteru rektalnego (cewnika doodbytniczego)
- gimnastyka mająca na celu ułatwienie wydalenia gazów zalegających w jelitach.[6]